# Charlotte Julian
Pour les articles homonymes, voir Julian.
 (novembre 2020).
Si vous disposez d'ouvrages ou d'articles de référence ou si vous connaissez des sites web de qualité traitant du thème abordé ici, merci de compléter l'article en donnant les références utiles à sa vérifiabilité et en les liant à la section « Notes et références ».
Charlotte Julian, née le 12 janvier 1951 à Perpignan (Pyrénées-Orientales), est une chanteuse, actrice et artiste peintre française.
Elle est remarquée à ses débuts en 1972 avec l'air célèbre Fleur de province qu'elle chantait d'ailleurs à l'antenne en sabots et, en 1973, avec le titre Tout le monde à la campagne. On lui doit également en 1978 l'interprétation de la Zoubida.

## Biographie

### Enfance, formation et débuts
Originaire de Perpignan, Charlotte Julian suit les cours du conservatoire de Perpignan. Très jeune, elle souhaite devenir chanteuse et comédienne. Elle participe à tous les concours de chant de la région et anime les petits bals. Elle décide de monter à Paris pour faire carrière.

### Carrière
Charlotte Julian passe en 1970 à l'émission télévisée Le Petit Conservatoire de la chanson de Mireille. Après deux ans de cabarets, elle rencontre le producteur Jean-Max Rivière qui lui fait enregistrer Fleur de province.
Malgré une carrière de chanteuse en dents de scie, elle connaît d'autres succès dans les années 1970 et 1980 : Tout le monde à la campagne (1973), Zoubida (1978) et Tu me pompes l'air (1986).
Elle apparaît notamment aux côtés de Patrick Bruel et Fabrice Luchini dans P.R.O.F.S, un film de 1985 réalisé par Patrick Schulmann.
Parallèlement à sa carrière de chanteuse, elle se produit en 1980 au théâtre dans Le Plus Beau Métier du monde, aux côtés d'Annie Gautrat dite Stone (du duo Stone et Charden), en 1996 La Puce à l'oreille aux côtés de Bernard Menez, mis en scène par Jean-Claude Brialy.
En 2006, retour sur scène à Paris, au Théâtre de Dix heures pour son spectacle Par le trou de la serrure, où elle interprète un montage de chansons coquines de l'époque d'entre-deux-guerres.
En 2011, elle participe à la tournée Âge tendre, la tournée des idoles.
En avril 2015, elle fait une apparition dans l'émission Midi en France sur France 3, présentée par Laurent Boyer en direct du village de Mougins où elle expose ses toiles.
En 2016, elle retrouve les planches avec la pièce de théâtre Belle-maman monte à Paris, écrite par Charlotte Julian et Philippe Arezki.
En novembre 2017, elle participe, avec près de 30 artistes, à la croisière Âge tendre, produite par Christophe Dechavanne.

### Peinture
Charlotte Julian est aussi peintre de style naïf depuis le début des années 1970 ; elle expose régulièrement dans des galeries et des expositions en France et à l'étranger.

### Engagement
Charlotte Julian est la marraine de l'association France Cancer.

## Discographie

### Singles
- 1972 : Fleur de province / La Fille du grand Buffalo Bill
- 1973 : Rosie Rosie / Je fréquente
- 1973 : Je sors le samedi soir
- 1973 : Tarte molle / Un amour dans la poche
- 1973 : Tout le monde à la campagne
- 1974 : Carnaval
- 1974 : Quand on découvre qu'on est moche
- 1975 : Beau Cosmonaute
- 1975 : Fred Astaire
- 1975 : Y'a pas de métro à Perpignan
- 1976 : Merci Mme Irma
- 1976 : Sombreros et Mantilles / La situation est grave mais... pas désespérée ! (B.O. du film La situation est grave… mais pas désespérée)[4]
- 1977 : Un personnage de Walt Disney / Souvenir d'enfance
- 1978 : Bazooka boum boum (La Reine des punks)
- 1978 : La Bicyclette / Zoubida
- 1981 : Ah les galets ! / À mort l'amour
- 1983 : Honki Ponki Domino / Maman Vacances avec les Petits chanteurs d'Asnières
- 1984 : Superstar
- 1986 : Tu me pompes l'air
- 1987 : C'est pour mon papa
- 1990 : Va t'faire cuire un œuf (en duo avec Patrick Topaloff)

## Filmographie

### Cinéma
- 1980 : La Pension des surdoués de Pierre Chevalier : Mademoiselle du Merle de la Tour de Babel
- 1984 : Aldo et Junior : Bo
- 1985 : P.R.O.F.S : Josyane Malet
- 1990 : Les Sabots à bascule de René Duranton : la femme de Glaudius
- 2004 : Les Gaous : Odette

### Télévision
- 1978 : Le Rabat-joie : la fille de la boutique
- 1982 : Le Village sur la colline : Lucie
- 1982 : Un moment de bonheur : Nanou
- 1984 : Marie Pervenche (épisode « Un hérisson dans la tête »)
- Participations ponctuelles à L'Académie des 9.
- 1992 : Maguy (épisode « Maguy, Georges, Pierre, Rose et les autres »)
- 1995 : Un homme à domicile : Carmen
- 2005 : Confession d'un menteur : Mlle Kopp
- 2013 : Le Bœuf clandestin : la concierge